# Баголино
Баголино (итал. Bagolino, ломб. Bagulì) — коммуна в Италии, в провинции Брешиа области Ломбардия.
Население составляет 3919 человек, плотность населения составляет 36 чел./км². Занимает площадь 109 км². Почтовый индекс — 25072. Телефонный код — 0365.
Покровителем коммуны почитается святой Георгий, празднование 23 апреля.

## Города-побратимы
- Эттинген-ин-Байерн, Германия (2000)
- Моза, Франция (2009)